# Kościół Luterański Australii

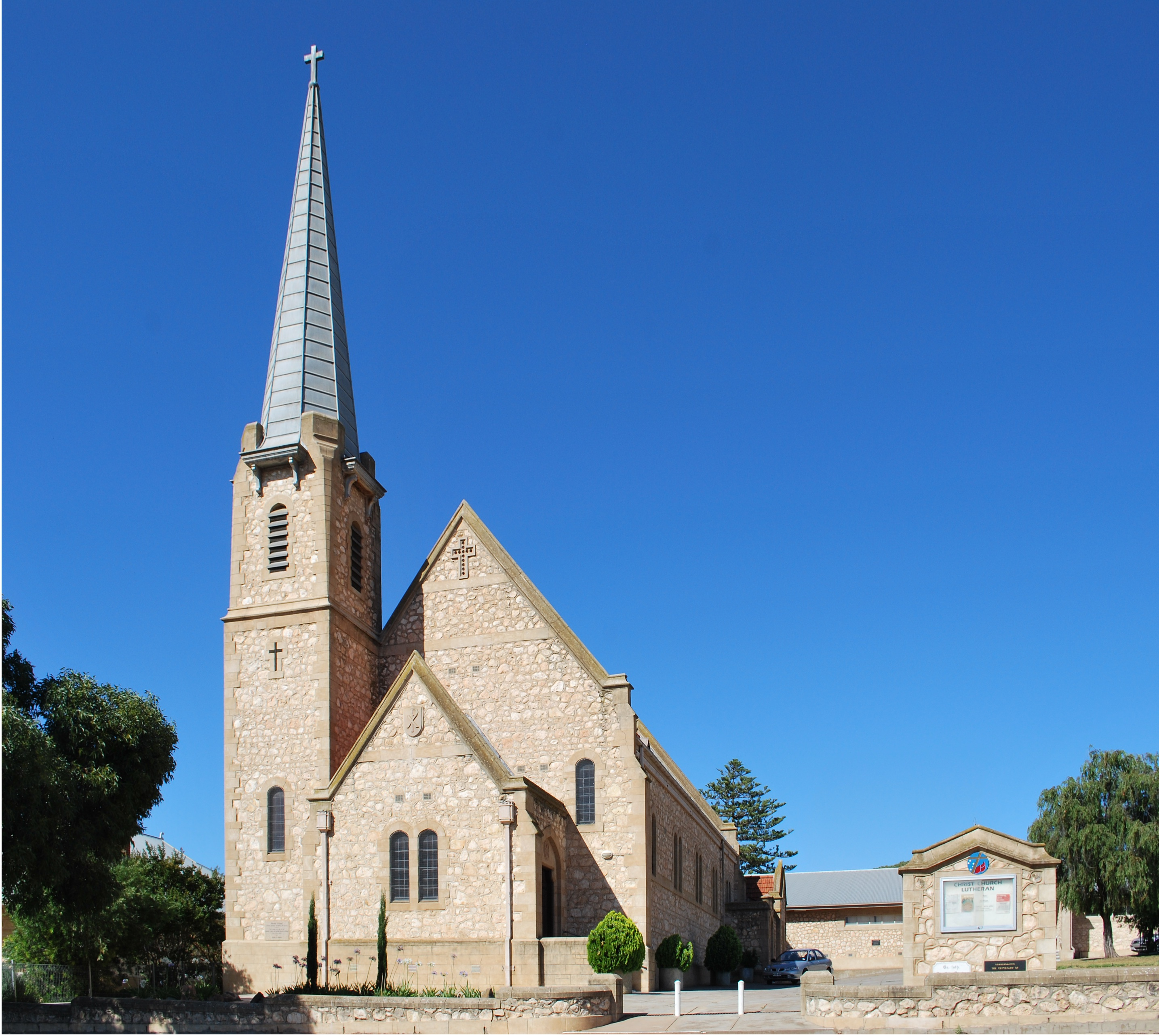
Kościół Chrystusa w Murray Bridge

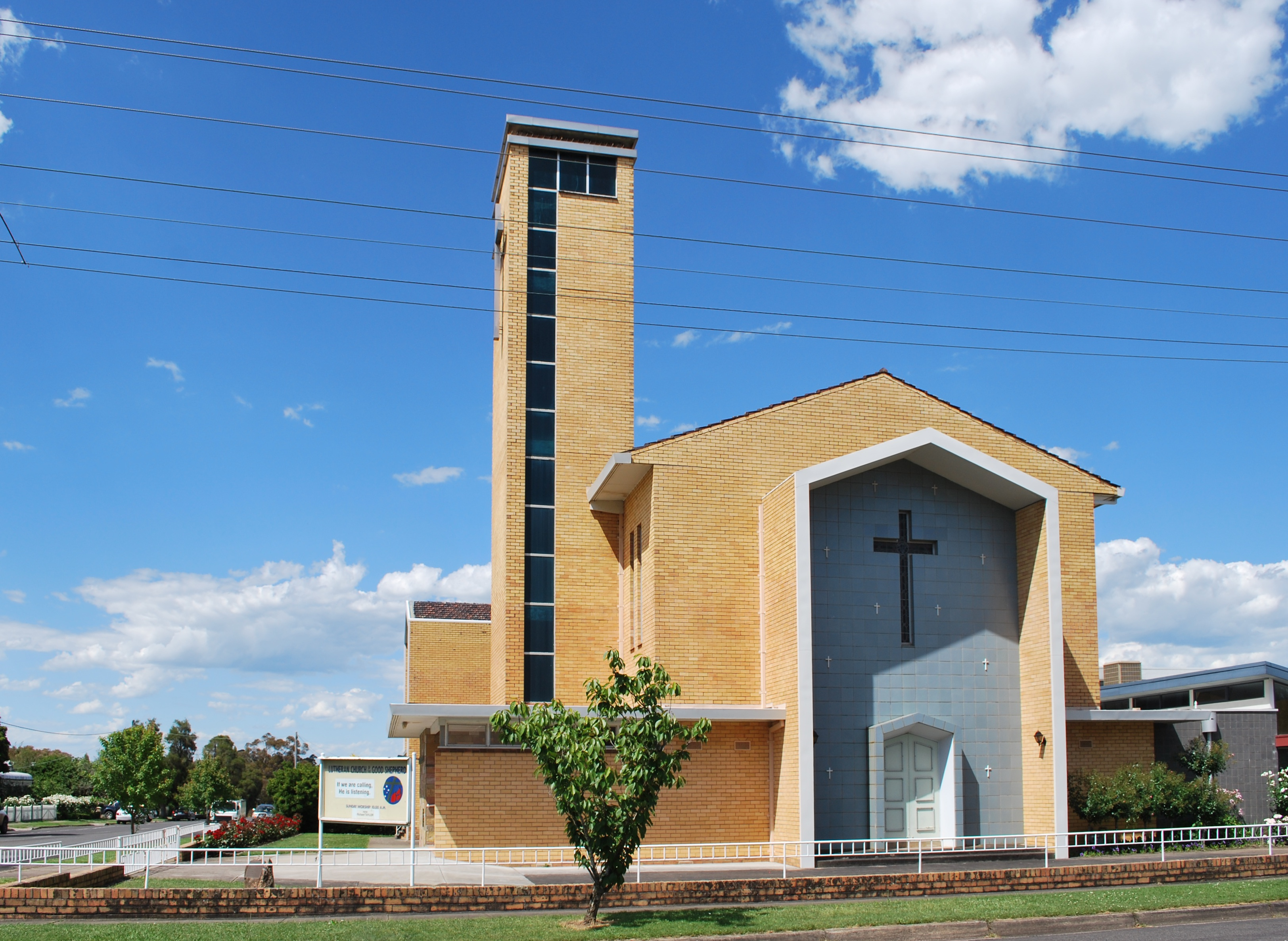
Kościół Dobrego Pasterza w Hamilton (Wiktoria)

Kościół Luterański Australii (ang. Lutheran Church of Australia) – główny Kościół luterański w Australii skupiający ok. 30 tys. wiernych, działający również w Nowej Zelandii (1130 wiernych). Prezentuje konserwatywne stanowisko doktrynalne, podobne do Kościoła Luterańskiego Synodu Missouri.

## Historia
Pierwszymi luteranami przybyłymi do Australii byli pruscy emigranci, którzy przyjechali w 1838 razem z pastorem Augustem Kavlem. Było to związane z prześladowaniami staroluteran, którzy nie chcieli przyłączyć się do Unii Staropruskiej pod zwierzchnictwem króla Fryderyka Wilhelma III. 
Druga fala luterańskiej emigracji zapoczątkowana została przez przyjazd pastora Gottharda Fritzschego, który zamieszkał ze swoimi współtowarzyszami w Lobethal i Bethany. Kościół kierowany był przez zarówno Kavla, jak i Fritzschego.
W 1846 doszło do rozłamu, w wyniku którego utworzono dwie osobne luterańskie denominacje. Powstał Synod Langmeil-Light Pass oraz Synod Lobethal-Bethany. 
W 1966 utworzono Ewangelicko-Luterański Kościół Australii, który powstał z Synodu Lobethal-Bethany oraz Zjednoczonego Kościoła Ewangelicko-Luterańskiego Australii (będącego kontynuacją Synodu Langmeil-Light Pass, połączonego z innymi grupami powstałymi w tym czasie).
Liczba członków Kościoła znacznie zwiększyła się dzięki migracjom ludności z krajów europejskich po II wojnie światowej.
Kościół jest członkiem stowarzyszonym Światowej Federacji Luterańskiej od 1994 oraz Międzynarodowej Rady Luterańskiej.